# چاک شولدینر
چارلز مایکل شولدینر (به انگلیسی: Charles Michael Schuldiner) خواننده، آهنگ‌ساز و گیتاریست چیره‌دست آمریکایی بود. شولدینر خواننده و گیتاریست گروه دث بود که آن را در سال ۱۹۸۳ و با نام منتس بنیان گذارده بود.
شولدینر در ۱۳ دسامبر سال ۲۰۰۱ در سن ۳۵ سالگی بر اثر ابتلا به سرطان درگذشت. از او به‌عنوان پدر دث متال یاد می‌کنند. خود شولدینر همیشه نسبت به نقشی که در تاریخ دث متال ایفا کرده بود، فروتن بود و گفته بود: «فکر نمی‌کنم که من باید برای دث متال تحسین شوم. من فقط یک آدم عادی از یک گروه موسیقی‌ام، و فکر می‌کنم که دث، یک گروه متال است.»
شولدینر در کتاب "۱۰۰ گیتاریست برتر متال" نوشته جوئل مکلورس که در سال ۲۰۰۹ منتشر شد در رتبه دهم قرار گرفت و همچنین در رده بندی "۱۰۰ گیتاریست برتر متال" که توسط مجله جهان گیتار در سال ۲۰۰۴ صورت پذیرفت در رتبه بیستم جای گرفت.

## سال‌های نخست
چاک زادهٔ ۱۳ مه ۱۹۶۷ در لانگ آیلند نیویورک است. پدرش یهودی و اتریشی تبار و مادرش از جنوب آمریکا و پیوستگان به آیین یهودیت بود. والدین چاک هردو آموزگار بودند. یک سال پس از تولد چاک، خانوادهٔ شولدینر به فلوریدا نقل مکان کردند. او یک برادر بزرگتر با نام فرانک و یک خواهر بزرگتر با نام بثان داشت.
چاک نواختن گیتار را در سن ۹ سالگی شروع کرد. در پی مرگ فرانک در ۱۶ سالگی، والدین چاک برای اینکه آن حادثه را فراموش کند برایش یک گیتار خریدند. او مدتی به فراگیری گیتار و نواختن آهنگ‌هایی مثل «مری یک بره کوچولو داشت» پرداخت که زیاد مطابق سلیقه‌اش نبود و بیشتر اوقات تمرین‌هایش را کنار می‌گذاشت. مدتی بعد والدین چاک برایش یک گیتار الکتریک خریدند که او با اشتیاق فراوان و بدون وقفه آموختن آن را شروع کرد. شولدینر تمام وقتش را در تعطیلات آخر هفته به تمرین گیتار در گاراژ منزل‌شان یا در اتاقش می‌گذراند و زمانی که فصل مدرسه بود این تمرین‌ها به ۳ ساعت در روز کاهش پیدا می‌کرد.

## زندگی حرفه‌ای
چاک در سال ۱۹۸۳ گروه دث را با نام اولیهٔ منتس در فلوریدا تأسیس کرد. گروه تشکیل شده از چاک به‌عنوان لید گیتاریست، ریک راز (ریتم گیتاریست) و کم لی (خواننده و درامر) بود. او در ژانویهٔ سال ۱۹۸۶ به تورنتو رفت و در یک دورهٔ کوتاه به عنوان گیتاریست با گروه دث متال کانادایی اسلاوتر همکاری کرد. اما بعد از مدتی به آمریکا بازگشت و به‌صورت جدی فعالیت‌اش را روی دث متمرکز کرد.
از گروه دث بین سال‌های ۱۹۸۷ تا ۱۹۹۰ سه آلبوم منتشر شد که با تغییرات متعدد در ترکیب اعضای گروه همراه بود. این تغییرها که به خاطر کمال‌گرایی چاک در موسیقی بود بالاخره باعث شد او به تنهایی و بدون همکاری اعضای پیشین، کار بر روی آلبوم چهارم گروه را شروع کند. آلبوم انسانی که در سال ۱۹۹۱ منتشر شد به‌عنوان یکی از بهترین آثار دث شناخته می‌شود و چاک در آن آلبوم تکنیک منحصربه‌فردش در نوازندگی را به رخ کشید. آلبوم انسانی در ایالات متحده با اقبال عمومی نسبی مواجه شد و مجلهٔ جهان گیتار در بین ۱۰۰ آلبوم گیتار برتر همهٔ دوران رتبهٔ ۸۲ را به آن اختصاص داد.

## بیماری سرطان و مرگ
در ماه مه ۱۹۹۹ و در روز تولد چاک، طی یک‌سری آزمایش پزشکی به او اطلاع داده شد که به سرطان مغز(یک نوع تومور مغزی) مبتلا شده‌است. در پی این اتفاق فعالیت کنترل دناید متوقف شد و چاک سعی کرد به هر طریقی شده بیماری‌اش را درمان کند. با وجود مشکلات مالی خانوادهٔ شولدینر، بالاخره با همیاری دست‌اندرکاران صنعت موسیقی متال و هواداران هزینهٔ ۷۰۰۰۰ هزار دلاری درمان چاک تأمین شد و عمل جراحی هم با موفقیت انجام شد.
پس از بهبودی، چاک مجدداً به استودیو بازگشت و همکاری‌اش با کنترل دناید را از سر گرفت. دو سال بعد و در ماه مه ۲۰۰۱ نشانه‌های بیماری دوباره در مغز چاک پدیدار شدند. با درخواست کمک از سوی خانوادهٔ شولدینر، دوباره دست‌اندرکاران موسیقی برای نجات جان چاک به یاری آن‌ها شتافتند. رد هات چیلی پپرز، کورن، اسلیپ‌نات و کیدراک از گروه‌هایی بودند که در تابستان ۲۰۰۱ تلاش کردند با اطلاع‌رسانی عمومی هزینه‌های سنگین درمان چاک را فراهم کنند. این حرکت از سوی ام‌تی‌وی پوشش داده شد.
پس از انجام عمل جراحی یک روش درمان با نوعی مخدر برای چاک تجویز شد تا او کاملاً بهبودی یابد. تأثیر این روش درمان بر روی چاک ناخوشایند بود و به کاهش قوای جسمانی او منجر شد. در اواخر اکتبر همان سال چاک به ذات‌الریه مبتلا شد و بالاخره در بعدازظهر ۱۳ دسامبر سال ۲۰۰۱ چشم از جهان فروبست.

## آلبوم‌ها

### دث[۱۱]

#### آلبوم‌های اصلی
| نام آلبوم                      | معنی نام              | سال انتشار |
| ------------------------------ | --------------------- | ---------- |
| ۱. Scream Bloody Gore          | زخم خونین را فریاد کن | ۱۹۸۷       |
| ۲. Leprosy                     | جذام                  | ۱۹۸۸       |
| ۳. Spiritual Healing           | درمان روح مدار        | ۱۹۹۰       |
| ۴. Human                       | انسان                 | ۱۹۹۱       |
| ۵. Individual Thought Patterns | الگوی افکار فردی      | ۱۹۹۳       |
| ۶. Symbolic                    | نمادین                | ۱۹۹۵       |
| ۷. The Sound of Perseverance   | آوای پایداری          | ۱۹۹۸       |

#### برگزیده آثار
| نام آلبوم                  | معنی نام            | سال انتشار |
| ۱. Fate: The Best of Death | سرنوشت:بهترین‌های دث | ۱۹۹۲       |
| ۲. Death                   | مرگ                 | ۲۰۰۱       |

#### لایو
| نام آلبوم                     | سال انتشار |
| ۱. ‎Live in L.A. (Death & Raw)‎ | ۲۰۰۱       |
| ۲. Live in Eindhoven          | ۲۰۰۱       |

### با نام چاک شولدینر[۱۲]
| نام آلبوم         | معنی نام               | سال انتشار |
| ۱. Zero Tolerance | تحمل صفر(برگزیده آثار) | ۲۰۰۱       |

### با کنترل دناید
| نام آلبوم                       | معنی نام        | سال انتشار |
| ۱. The Fragile Art of Existence | هنر شکنندهٔ هستی | ۱۹۹۹       |

### با وودوکالت
| نام آلبوم                | معنی نام                     | سال انتشار |
| ۱. Killer Patrol         | گشت زدن قاتل(تک‌آهنگ)         | ۱۹۹۴       |
| ۲. Metallized Kids       | بچه‌های فلزی(تک‌آهنگ)          | ۱۹۹۴       |
| ۳. Jesus Killing Machine | ماشین کشتار مسیح(آلبوم کامل) | ۱۹۹۴       |